# В талом снеге звон ручья
«В талом снеге звон ручья» — советский фильм 1982 года по мотивам повести Валерия Тальвика «День Победы» снятый на киностудии «Таджикфильм» режиссёром Давлатназаром Худоназаровым.

## Сюжет
В отдалённом таджикском кишлаке много лет работает чабаном Шоди Махмадалиев. Фронтовик, живёт просто и достойно, стараясь быть достойным памяти павших друзей: искренне заботится о молодом глухом пастухе, но отворачивается от сына, вставшего на преступный путь. Он любит свою работу, но даже в степи жизнь полна сложностей. А когда совсем тяжко на душе старого солдата, он возвращается к памяти военных лет, и надеется найти Костю, танкиста, спасшего его в бою, о котором он не знает ничего кроме имени, но помнит всю жизнь.

## В ролях
Шоди в старости играет непрофессиональный актер Мухитдин Салохов. Из боязни штампа я не буду восклицать: «Не играет, а живёт!». Не буду, хотя, возможно, так оно и есть — живёт. А может быть, и ещё проще — присутствует в кадре, но словно и не знает об этом, а между тем камера пытливо изучает его лицо. Худоназаров не сочиняет за героя, но, наоборот, слушает его. Важен не факт игры, а факт существования героя, в котором, всмотреться, самодвижение подлинной человеческой драмы. Режиссёру хочется оставить образ Шоди словно нетронутым художественной обработкой. Худоназаров боится потревожить, разрушить целое.— Шепотинник П., журнал «Искусство кино», 1985
- Мухитдин Салохов — Шоди Махмадалиев
- Шоди Давронов — Шоди в молодости
- Шерали Абдулкайсов — Нурали, немой пастух
- Адолат Зухурова — Аноргуль
- Нурулло Абдуллаев — Далер
- Роза Табалдиева — Ракия
- Бурхвали Гуломхайдаров — Мурод
- Гульчехра Рахматуллаева — Чаманоро

В эпизодах: Р. Махсумов , Г. Боев , В. Полетаев , Н. Волчек , С. Лесной , П. Дворин, К. Саидмурадов, М. Ибрагимова, В. Котовицкий.
Исполнители белорусской и таджикской музыки Т. Ченцова, Т . Мархель, В . Пузыня, И. Назриев, М. Сафиева, Г . Завкибеков.

## Фестивали и награды
- XVI-ой Всесоюзный кинофестиваль (1983, Ленинград): специальный приз «Память» — за раскрытие темы патриотизма советских людей в годы Великой Отечественной войны.